# Giussago
Giussago ist eine norditalienische Gemeinde (comune) mit 5343 Einwohnern (Stand 31. Dezember 2023) in der Provinz Pavia in der Lombardei. Die Gemeinde liegt etwa 10 Kilometer nördlich von Pavia und grenzt unmittelbar an die Metropolitanstadt Mailand.